# Веццани (кантон)
Веццани (фр. Vezzani) — упразднённый в 2015 году кантон во Франции, находился в регионе Корсика, департамент Верхняя Корсика. Входил в состав округа Бастия.
Всего в кантон Веццани входит 7 коммун, из них главной коммуной является Веццани. 22 марта 2015 года все 7 коммун вошли в состав нового кантона Фьюморбо-Кастелло.

## Коммуны кантона
| Коммуна    | Население, чел. (1999) | Почтовый индекс | Код INSEE |
| ---------- | ---------------------- | --------------- | --------- |
| Агьоне     | 245                    | 20270           | 2B002     |
| Антисанти  | 418                    | 20270           | 2B016     |
| Веццани    | 300                    | 20242           | 2B347     |
| Казевеккье | 68                     | 20270           | 2B075     |
| Ночета     | 54                     | 20219           | 2B177     |
| Пьетрозо   | 287                    | 20242           | 2B229     |
| Роспильяни | 78                     | 20219           | 2B263     |

## Население
Население кантона на 2008 год составляло 1399 человек.
| 1962 | 1968 | 1975 | 1982 | 1990 | 1999 | 2006 | 2007 | 2008 |
| ---- | ---- | ---- | ---- | ---- | ---- | ---- | ---- | ---- |
| 1358 | 1608 | 1765 | 1899 | 1629 | 1450 | —    | —    | 1399 |